# Waris Hussein
Waris Hussein, nato Waris Habibullah (Lucknow, 9 dicembre 1938), è un regista britannico, di origine indiana.
Divenne famoso per aver diretto 10 episodi della serie televisiva britannica Doctor Who tra il 1963 ed il 1964.

## Filmografia parziale

### Cinema
- A Touch of Love (1969)
- Che fortuna avere una cugina nel Bronx! (Quackser Fortune Has a Cousin in the Bronx) (1970)
- Come sposare la compagna di banco e farla in barba alla maestra (Melody) (1971)
- Possession (The Possession of Joel Delaney) (1972)
- Tutte le donne del re (Henry VIII and His Six Wives) (1972)

### Televisione
- Doctor Who (1963-1964; 10 episodi)
- The Wednesday Play (1966-1968; 9 ep.)
- BBC Play of the Month (1965-1975; 6 ep.)
- Il giallo della poltrona (1978; 4 ep.)
- Daphne Laureola - film tv (1978)
- Gloria Vanderbilt (1982)
- Patto di amore e di morte (1985)o
- The shell seekers (1986)
- Il destino nella culla (1991)
- Normandia: passaporto per morire (1994)
- Un giorno con il presidente (1997)